# 에리카 리바스
에리카 리바스(Érica Rivas, 1974년 12월 1일 ~ )는 아르헨티나의 배우이다.

## 출연 작품
- 더 인트루더 (2020)
- 슬립워커 (2019)
- 7일간의 정상회담 (2017)
- 인시던트 라이트 (2015)
- 클루즈 투 고 백 홈 (2014)
- 아이레 리브레 (2014)
- 와일드 테일즈: 참을 수 없는 순간 (2014)
- 마법의 자물쇠공 (2013)
- 라 도나 (2013)
- 내 잘못이 아니야 (2010)
- 테트로 (2009)
- 내 어머니의 눈물 (2008)
- 스트레이 걸프렌드 (2007)